# Astronesthes macropogon
Astronesthes macropogon és una espècie de peix de la família dels estòmids i de l'ordre dels estomiformes.

## Morfologia
- Els mascles poden assolir 14 cm de longitud total.[3][4]

## Hàbitat
És un peix marí i d'aigües profundes que viu entre 0- 2.000 m de fondària.

## Distribució geogràfica
Es troba a l'Atlàntic oriental (des del Marroc fins a Angola) i l'Atlàntic occidental (el Golf de Mèxic, el Carib, les Guaianes i zones properes a les Bahames i les Antilles).